# Mesoterapia
A Mesoterapia consiste na aplicação de medicamentos sob a pele. É majoritariamente usada em clinicas de estética e é realizada por médicos, farmacêuticos, fisioterapeutas e biomédicos com formação especifica na área. Inclui a administração de fármacos por meio de múltiplas injeções intra-cutâneas, em determinadas zonas anatômicas, com objetivo maior de tratar doenças e proporcionar a eliminação de sinais e/ou sintomas associados.
A mesoterapia músculo-esquelética visa o controle da inflamação e dor, através da aplicação de anti-inflamatórios não-hormonais, relaxantes musculares, vasodilatadores, anestésicos, entre outros. 
Um estudo randomizado comparou a eficácia da mesoterapia com o laser no tratamento da dor lombar subaguda associada à disfunção sacroilíaca, revelando resultados positivos para as injeções. Outro relato menciona a substituição de anti-inflamatórios por uma única sessão de mesoterapia no pós-operatório de cirurgias odontológicas, com controle eficaz da dor. Além disso, uma revisão cita a mesoterapia como uma alternativa para o tratamento de dores articulares. Esses estudos destacam a mesoterapia como uma opção no tratamento da dor, embora enfatizem a necessidade de mais pesquisas para aprofundar o conhecimento sobre essa abordagem terapêutica.

## Complicações
Têm sido descritas reações adversas como hepatite tóxica com hepatomegalia requerendo tratamento hospitalar para hidratação e corticoterapia, toxidermia e epidermólise necrótica. Pode ainda provocar prurido e vermelhidão no local de aplicação.
Embora em 1987, a Academia Francesa de Medicina reconheceu a mesoterapia como parte da medicina convencional, após muitos casos de infeções por micobacterias, as autoridades sanitárias francesas mostraram preocupação pela falta de provas científicas controladas. No 13 de Junho de 2011 a ordenança №2011-382 do Ministério de Saúde francés prohibiu o seu emprego no tratamento da  adiposidade subcutânea. A técnica tem sido recentemente desautorizada no Brasil e na India, dois dos principais mercados.

## Estudos

### Beleza
Um estudo sobre a eficácia da mesoterapia no rejuvenescimento facial foi realizado em 2012 não tendo encontrado qualquer evolução das rugas ou variação da qualidade da pele. Os tratamentos sob teste tiveram a duração de 3 meses e foram executados em 6 mulheres no Egipto.

### Dor
Um estudo comparativo da prática da mesoterapia versus terapia sistémica em dores lombares agudas foi realizado em Itália pela Universidade de Parma em 2010, envolvendo 44 homens e 40 mulheres. Os 2 tipos de tratamento revelaram-se equivalentes, em termos de redução de dor, tanto após tratamento como 6 meses após término de tratamento.
De modo a testar a eficiência da mesoterapia (injeção de disodium EDTA) mais ultrasons pulsados no tratamento de tendinite calcificada, entre 2001 e 2003, foram criados um grupo de 40 pessoas sob tratamento e um grupo de controlo também com 40 individuos. Modificações nas calcificações foram seguidas via radiografia e comprovada a sua redução. Foi também comprovado o aumento de função e a redução de dor.